# 헤이디 알베르트센
헤이디 알베르트센(덴마크어: Heidi Albertsen, 1976년 9월 1일 ~ )은 덴마크의 모델이다.